# Лісуни (Оршанський район)
Лісуни (біл. Лісуны) — село (веска) в складі Оршанського району розташоване в Вітебської області Білорусі. Село підпорядковане Зубревіцькій сільській раді.
Веска Лісуни розташована на півночі Білорусі, у південній частині Вітебської області.